# Pascale Michiels
Pascale Leo Josée Michiels (Merksem, 1968) is een Belgische zangeres en actrice.
Michiels is voornamelijk actief in de muziekwereld. Zij is betrokken bij verschillende muzikale projecten, waaronder Billy & Bloomfish, een duo met Kathleen Vandenhoudt dat voornamelijk eigen werk speelt. Daarnaast maakt zij deel uit van The inFamous Roots Rielemans Family Orchestra, een vijfkoppige band die eigen nummers uitvoert. Andere projecten omvatten Woodstock Unplugged en Group DeVille, waarin zij samenwerkt met onder anderen Bert Verscheuren en Mathias Sercu. Tevens werkt zij samen met Roland Van Campenhout, zowel in duo- als triovorm.
In 'About Queens of the Blues' en 'The Blue Angels' deelde ze haar passie voor blues en gospel met Pieter Van Bogaert, Anneke De Bruyn, Kathleen Vandenhoudt en Jan De Bruyn, vastgelegd op de cd's About Queens of the Blues en The Blue Angels live at the Arenberg.
Met de Amerikaanse zangeres Beverly Jo Scott toerde ze zeven jaar lang door Europa. Daarnaast toerde ze als zangeres-gitariste met Fool for Love van theaterensemble Leporello. Met haar Belgisch-Chinese groep Snowflower bracht Michiels de cd Outcries from the Boudoir uit.
Als actrice speelde ze in Ons Geluk, Recht op Recht en Wittekerke en verzorgde ze gastrollen in onder meer Flikken (als Cat Reyniers en Roos Diepenbeek), Heterdaad (als Claudine Delcroix), Windkracht 10 (als motorrijdster), Rupel (als dokter De Vuyst), De Wet volgens Milo (als medewerkster in een hamburgertent), Kinderen van Dewindt (als Kris De Geest), Witse (in 2008 en 2012), Code 37 (als Marleen Pooters) en Aspe.